# Tamba fulvivenis
Tamba fulvivenis är en fjärilsart som beskrevs av George Thomas Bethune-Baker 1910. Tamba fulvivenis ingår i släktet Tamba och familjen nattflyn. Inga underarter finns listade i Catalogue of Life.